# Osiedle Grunwaldzkie (Bielsko-Biała)
Osiedle Grunwaldzkie – osiedle mieszkaniowe w południowo-wschodniej części śródmieścia Bielska-Białej oraz jednostka pomocnicza gminy obejmująca to osiedle i sąsiadujące z nim obszary. Znajduje się pomiędzy Białą a Leszczynami, historycznie jest częścią Lipnika. Właściwe osiedle powstało w latach 1951–1957.

## Położenie
Osiedle Grunwaldzkie jako zespół urbanistyczny z lat 50. XX wieku ograniczone jest ulicami: Tadeusza Rychlińskiego na północy, Żywiecką na wschodzie, Juliana Tuwima na południu i Władysława Broniewskiego na zachodzie. W jego obrębie znajdują się ulice: PCK, Milusińskich, Radosna i Energetyków.
Jednostka pomocnicza gminy o tej samej nazwie obejmuje znacznie szerszy obszar, którego granice wyznaczają:
- na północy: ulica Kierowa i Broniewskiego, północna granica ogrodów dawnego dworu starostów lipnickich, ulica Żywiecka i Lipnicka – granica z osiedlami Biała Śródmieście i Biała Krakowska
- na wschodzie: nieregularna linia przebiegająca na wschód od ulicy Krynicznej – granica z Lipnikiem (właściwym)
- na południu: ulica Tuwima i linia biegnąca delikatnie na południe od niej, ulica Żywiecka, Poniatowskiego, Gałczyńskiego, linia kolejowa nr 139 i linia prosta na północ od zakładów Befado – granica z Leszczynami i Złotymi Łanami
- na zachodzie: rzeka Biała – granica z Żywieckim Przedmieściem w ramach jednostek Bielsko Południe i Śródmieście Bielsko

W tym drugim znaczeniu do Osiedla Grunwaldzkiego wlicza się więc historyczne przedmieście Lipnickie i Żywieckie dawnej Białej, teren Elektrociepłowni Bielsko-Biała, stacja kolejowa Bielsko-Biała Lipnik, Stadion Miejski czy Cavatina Hall. Cały ten obszar należy do obrębu ewidencyjnego Lipnik z wyjątkiem kwartału między ulicą Kierową i Dworkową oraz parku przy ulicy Zielonej, które należą do obrębu Biała Miasto.

## Historia

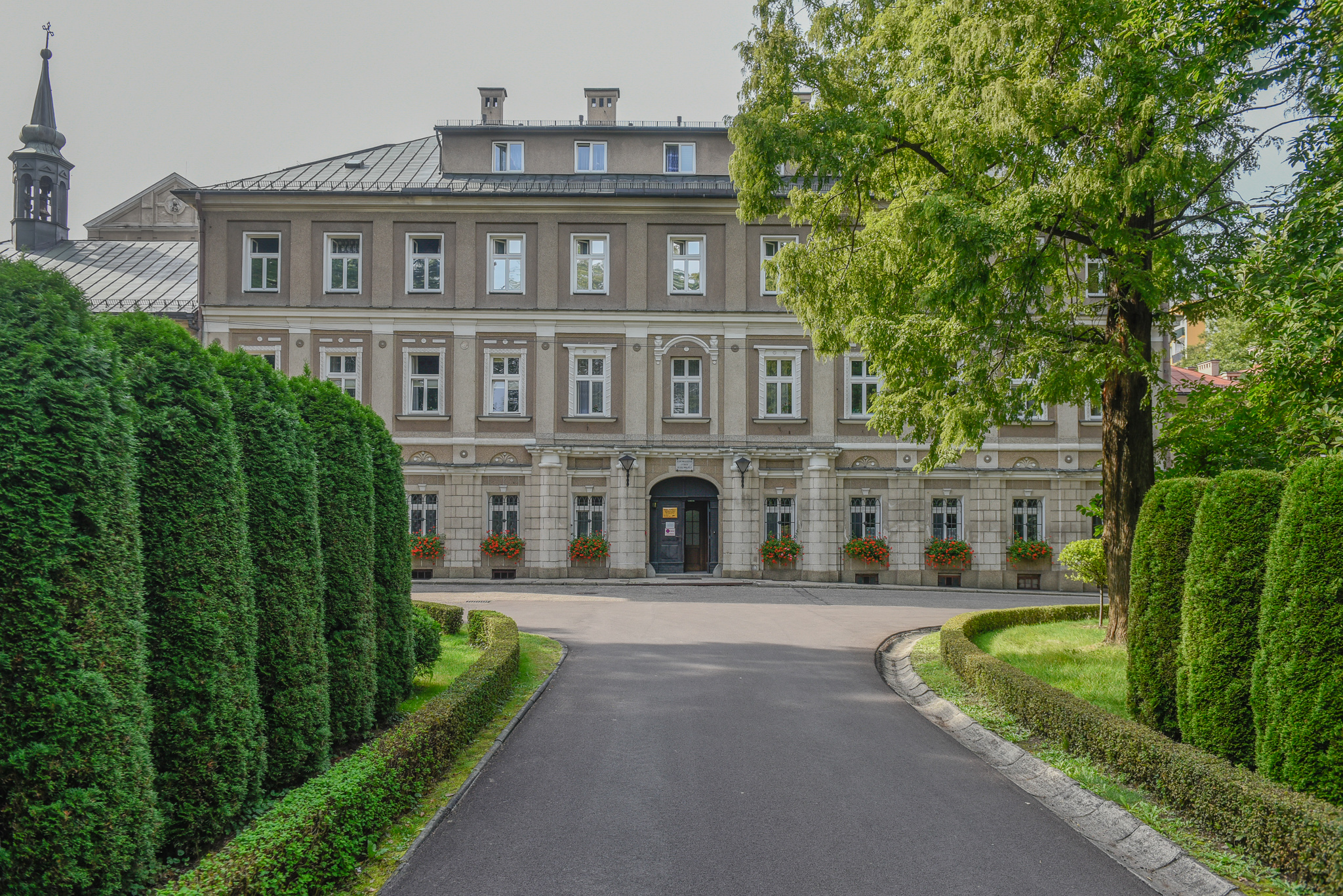
Dawny dwór starostów Lipnickich, po przebudowie klasztor

Z obszarów wchodzących w skład jednostki samorządowej Osiedle Grunwaldzkie, do I połowy XX wieku zurbanizowane było tylko historyczne Przedmieście Lipnickie miasta Białej ciągnące się wzdłuż dzisiejszej ulicy Lipnickiej. Wraz z Przedmieściem Żywieckim, czyli tzw. Blichem, położonym nad brzegiem rzeki Białej tworzyło ono od 1832 część gminy Przedmieścia Biała (Vorstadt Biala), która w 1872 została włączona w skład miasta. Pozostałe tereny były częścią samodzielnej wsi Lipnik aż do jego przyłączenia w 1925. Klasztor Zgromadzenia Sióstr Córek Bożej Miłości przy ul. Żywieckiej 20 to znacznie przebudowany dawny dwór starostów lipnickich, wokół którego w XVIII wieku rozciągała się jurydyka. 
W latach 1818–1820 wybudowano tzw. szosę cesarską w kierunku Żywca – obecną ulicę Żywiecką. W 1912 otwarto na trasie linii kolejowej Bielsko – Żywiec (uruchomionej w 1876) przystanek Biała-Lipnik, obecnie Bielsko-Biała Lipnik.
Urbanizacja omawianych terenów na szerszą skalę zaczyna się w okresie międzywojennym, gdy na rozparcelowanych dobrach Habsburgów żywieckich wzdłuż ulicy Żywieckiej rozwinęły się kwartały willowe, a przy dzisiejszej ulicy Broniewskiego (wówczas Hettwerowej) wyrosły nowe gmachy publiczne: Powiatowa Kasa Chorych (1926, obecnie oddział Sanepidu) i Dom Żołnierza (1928). W 1927 powstał stadion Bialskiego Klubu Sportowego, poprzednik dzisiejszego Stadionu Miejskiego (przebudowa 2012–2015). W 1928 została założona Średnia Miejska Szkoła Ogrodniczo-Sadownicza, która przejęła na swoje potrzeby 5 ha gruntów w rejonie ulicy Akademii Umiejętności (nazwa ulicy nawiązuje do faktu, że grunty te zostały podarowane przez Polską Akademię Umiejętności, która weszła w ich posiadanie po parcelacji na początku lat 20.). Spadkobiercą placówki jest działający w tym miejscu do dziś Zespół Szkół Centrum Kształcenia Rolniczego im. Stanisława Szumca, popularny „Ogrodnik”.

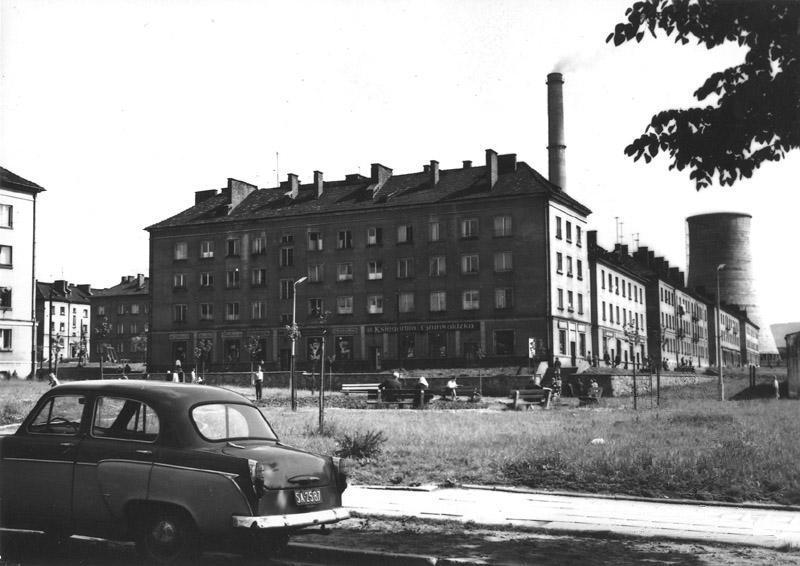
Osiedle w latach 60. XX wieku

Właściwe osiedle Grunwaldzkie powstało w latach 1951–1957 jako trzecie z kolei powojenne osiedle mieszkaniowe (Zakładowe Osiedle Robotnicze nr 3, ZOR III) według projektu Józefa Łyczewskiego. Założenie obejmuje 27 budynków wielorodzinnych, w tym trzy posiadające lokale usługowe w parterach. Później zostało uzupełnione o dwa pawilony handlowe w zachodniej części osiedla, przy ulicy Broniewskiego. Osiedle nawiązuje rozwiązaniami urbanistycznymi do koncepcji miasta-ogrodu i jest podawane jako przykład socrealizmu w Bielsku-Białej, jakkolwiek forma architektoniczna bloków jest dużo bardziej skromna niż w przypadku sztandarowych projektów z tego okresu i nie posiada typowej socrealistycznej ornamentyki. Budowa osiedla była związana przede wszystkim z koniecznością zapewnienia mieszkań kadrze Elektrociepłowni Bielsko-Biała, którą oddano do użytku w 1960. Charakterystycznym elementem elektrociepłowni były dwa kominy o wysokości 160 i 120 metrów, które wyburzono w 2020. Bloki wyposażono w schrony przeciwlotnicze z wyjściami awaryjnymi w postaci tzw. grzybków. Nazwę osiedlu nadano w 1960 z okazji obchodów 550-lecia bitwy pod Grunwaldem.
W latach 70. XX wieku planowano budowę tzw. Trasy W-Z, która miała stać się elementem „autostrady Kraków–Cieszyn”. Ostatecznie zrealizowano z niej tylko krótki dwujezdniowy odcinek ulicy PCK pod nowym wiaduktem kolejowym. O dawnej idei do 2022 przypominała nazwa przystanku autobusowego PCK Trasa W-Z (zmieniona na PCK PKP Lipnik). W latach 2019–2021 wybudowano przy ulicy Sempołowskiej kompleks wielofunkcyjny z salą koncertową Cavatina Hall.

## Galeria

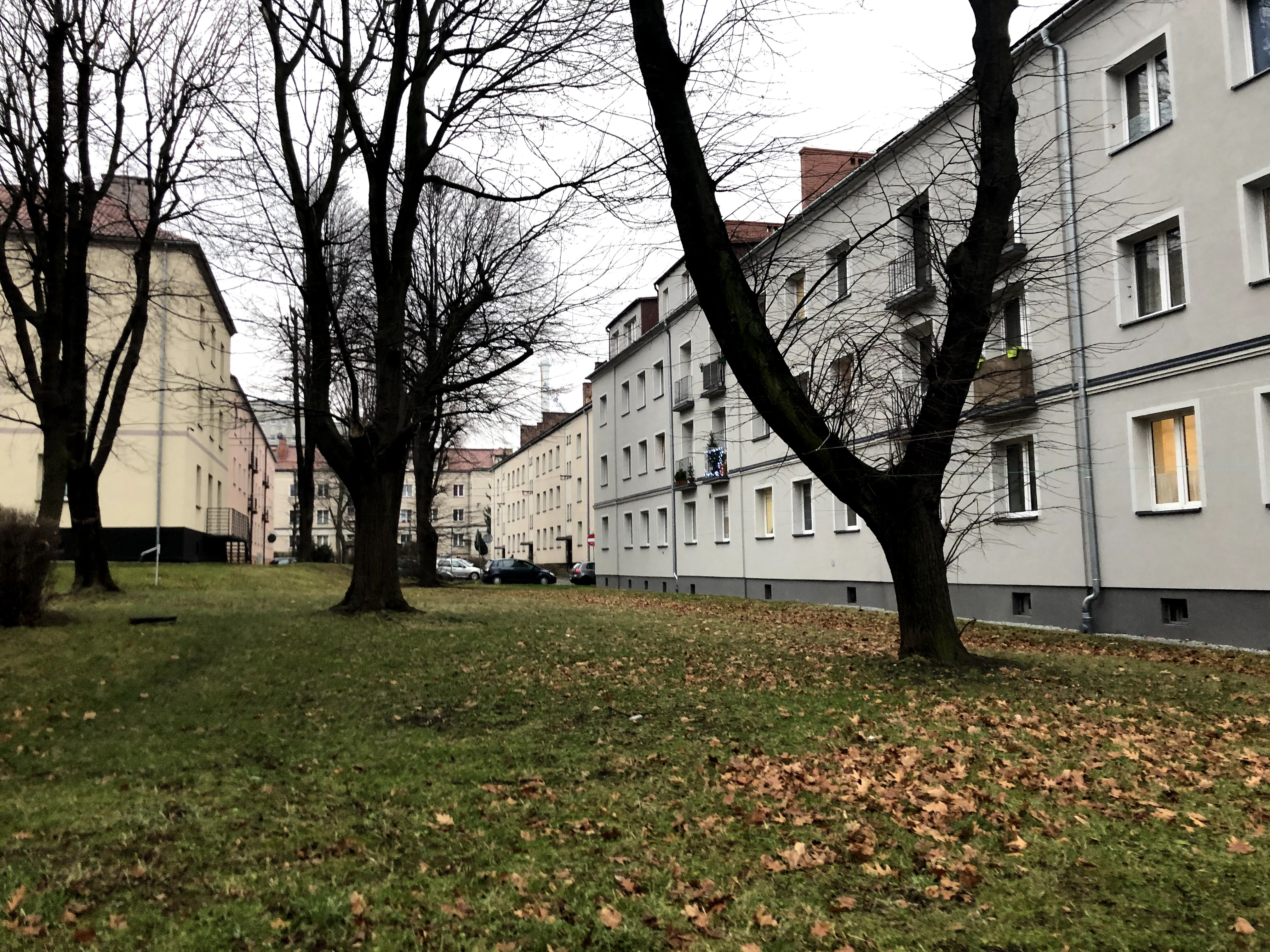
Wewnątrz osiedla
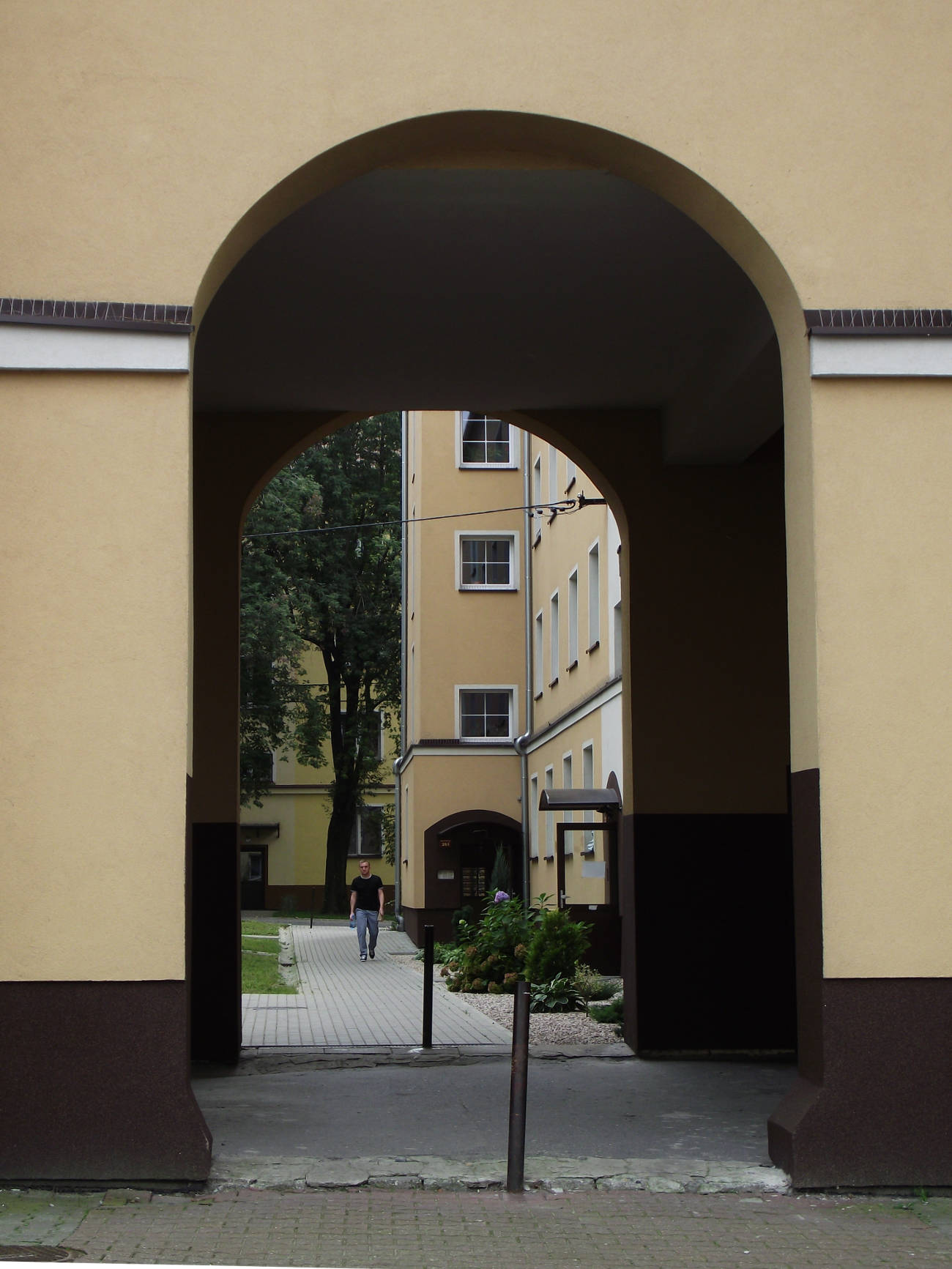
Przechód bramny między ulicą Rychlińskiego i PCK
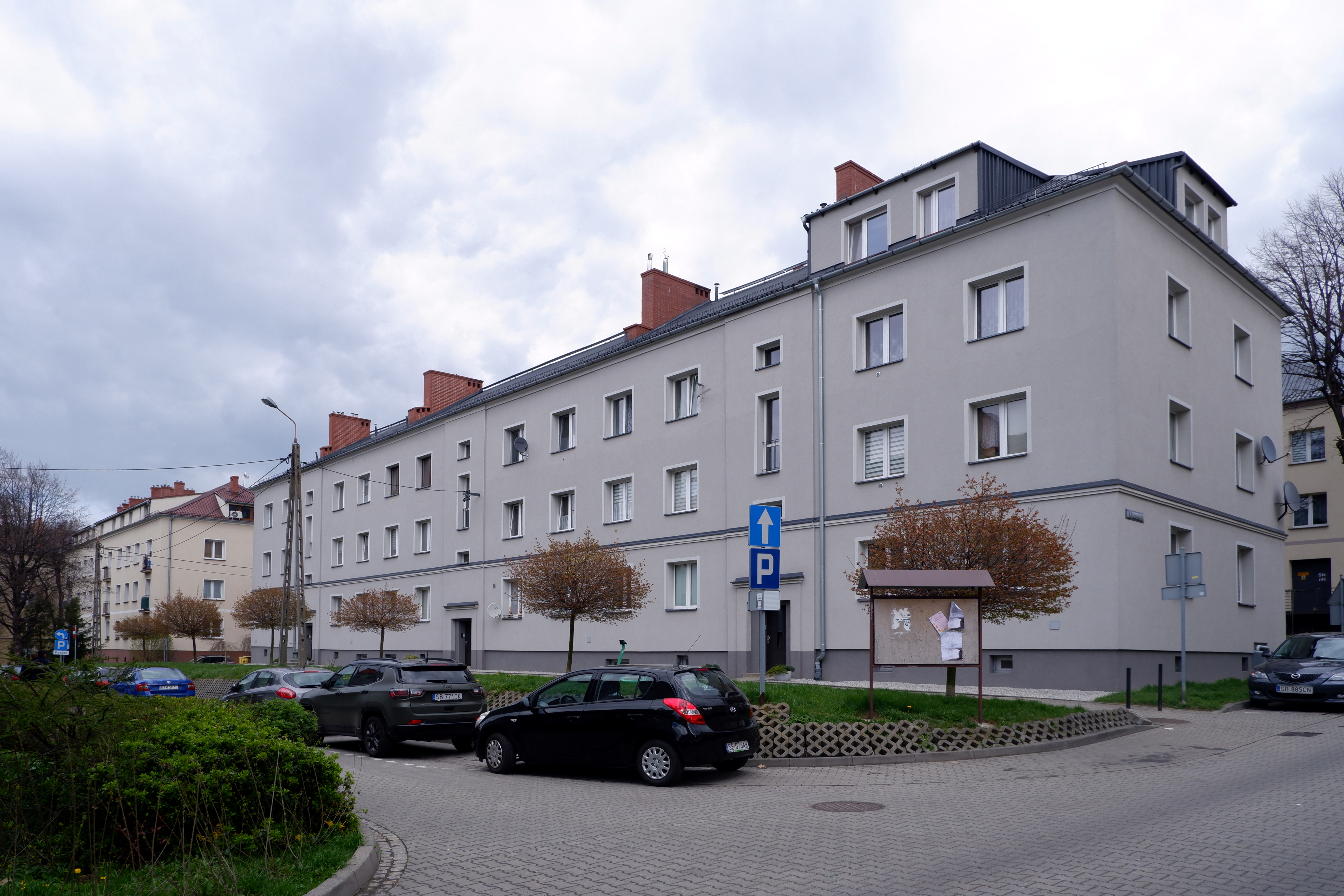
Bloki przy ulicy Młodości
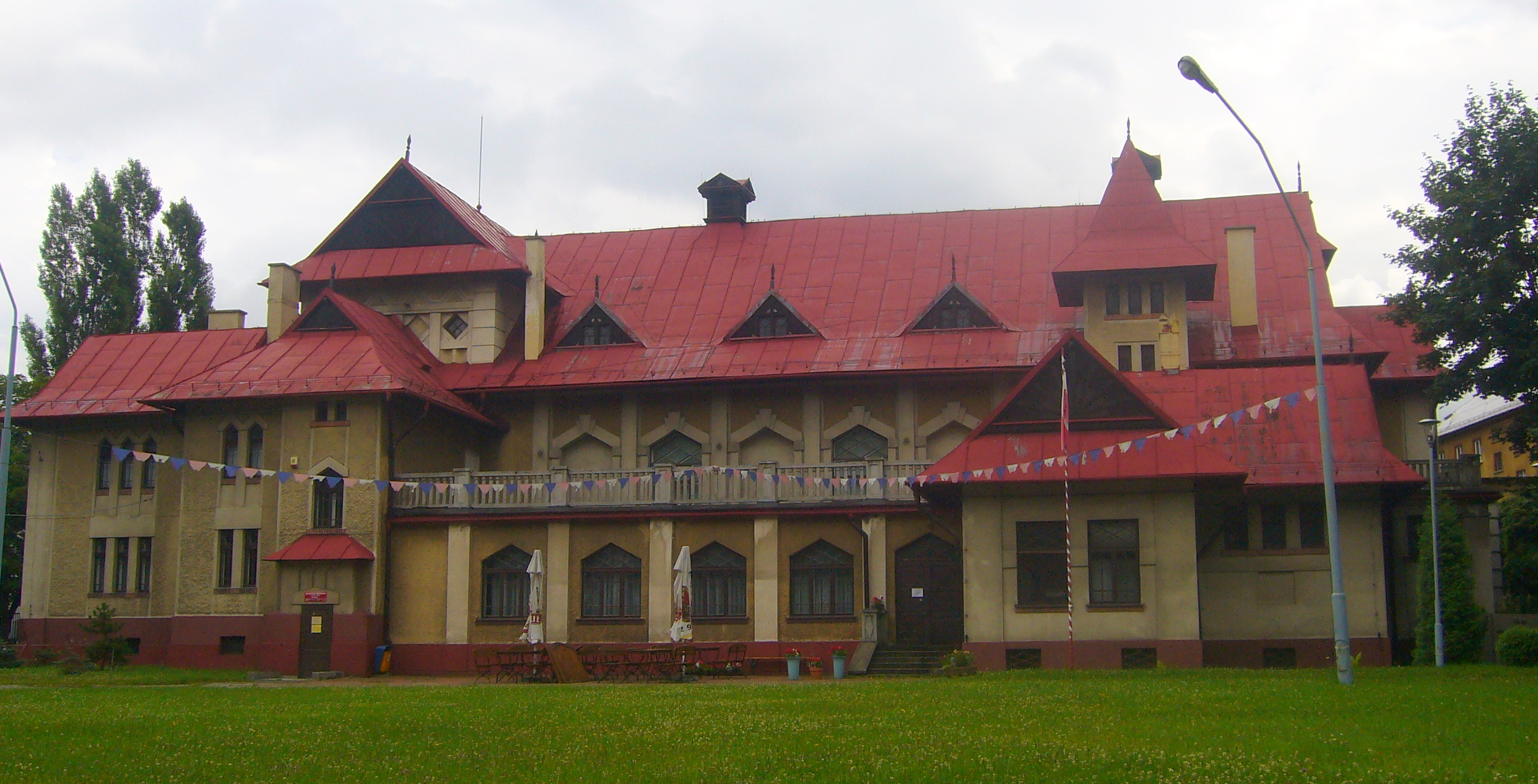
Dom Żołnierza
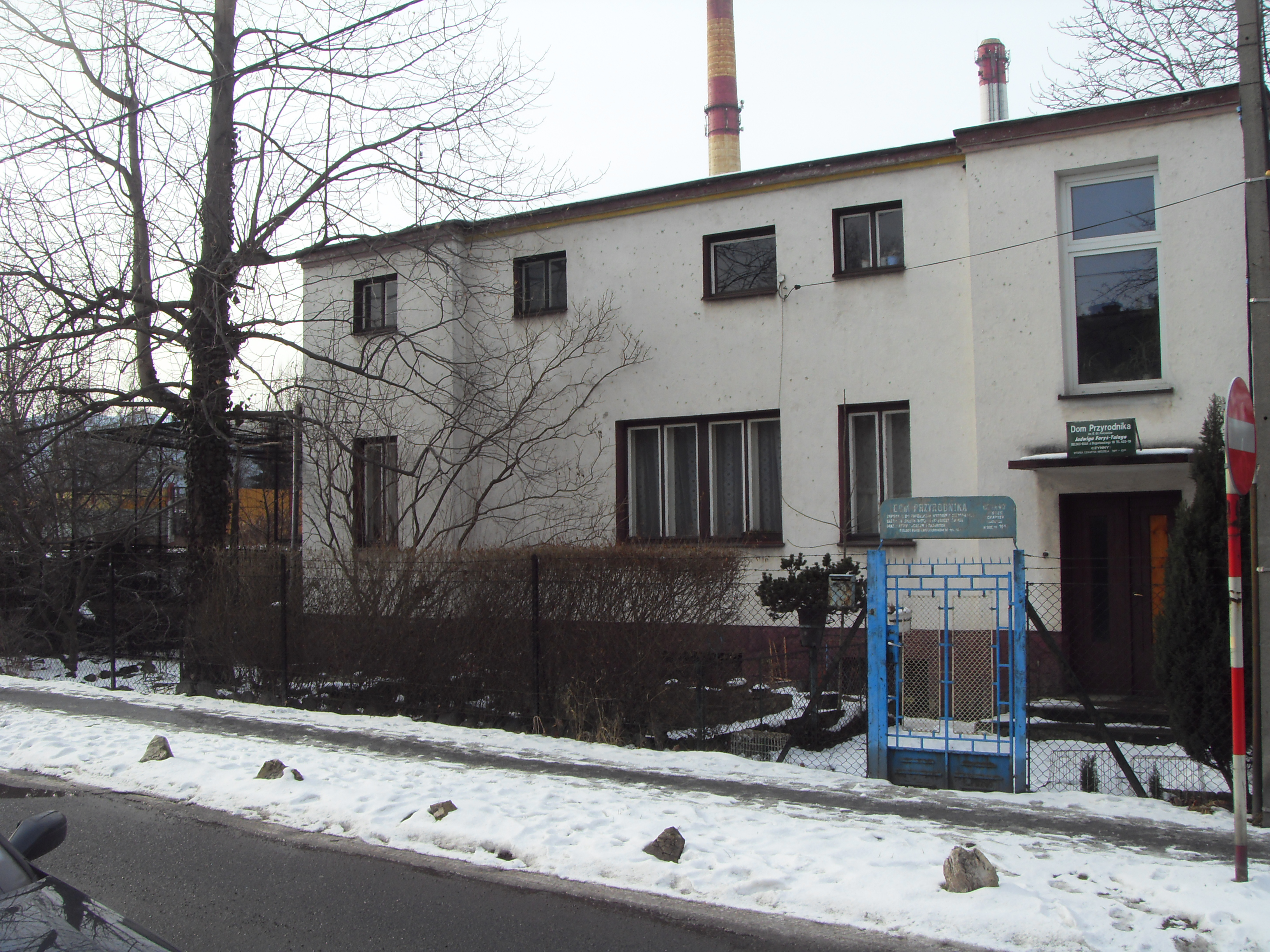
Zabudowa międzywojenna – dawny Dom Przyrodnika przy ulicy Bogusławskiego
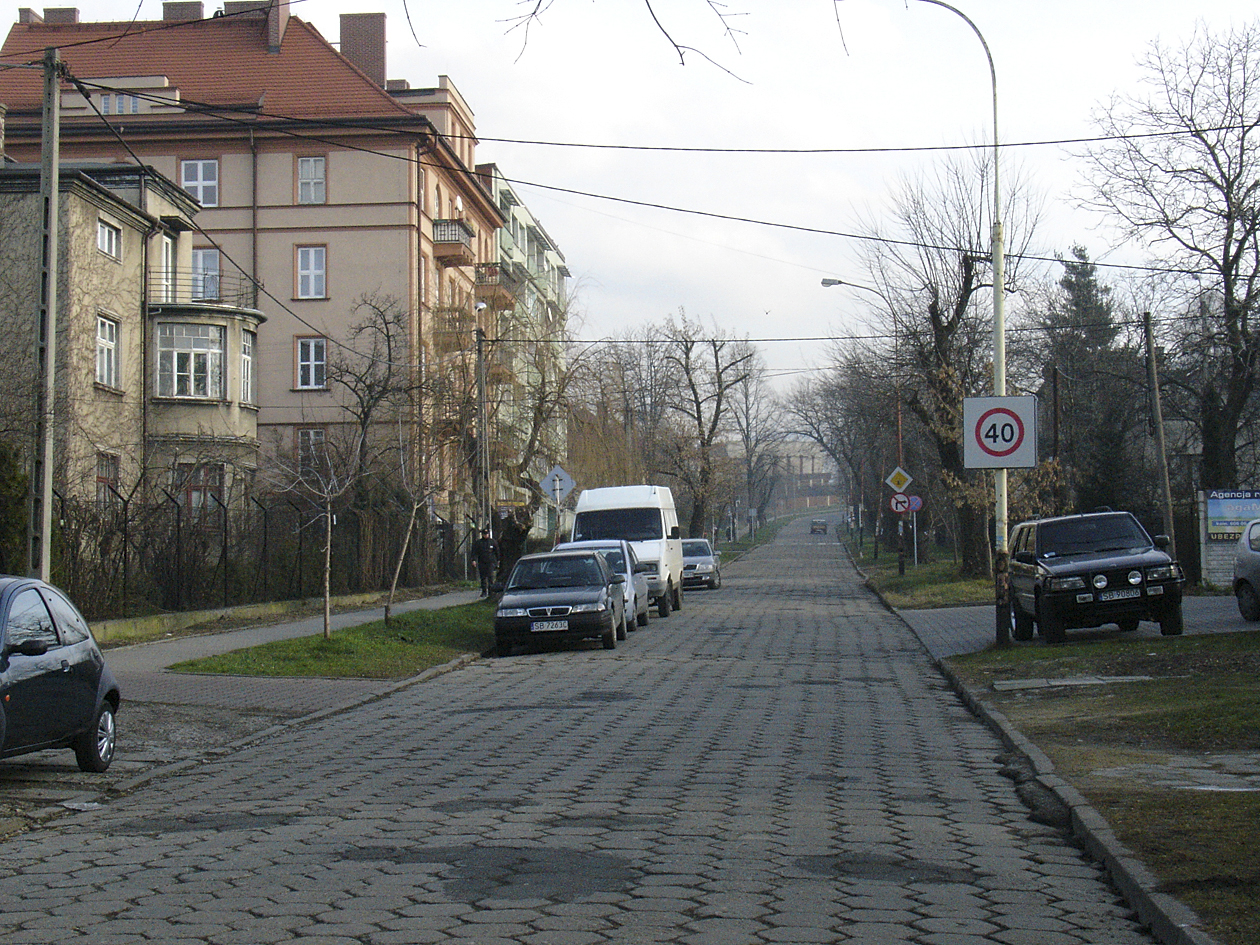
Ulica Tuwima
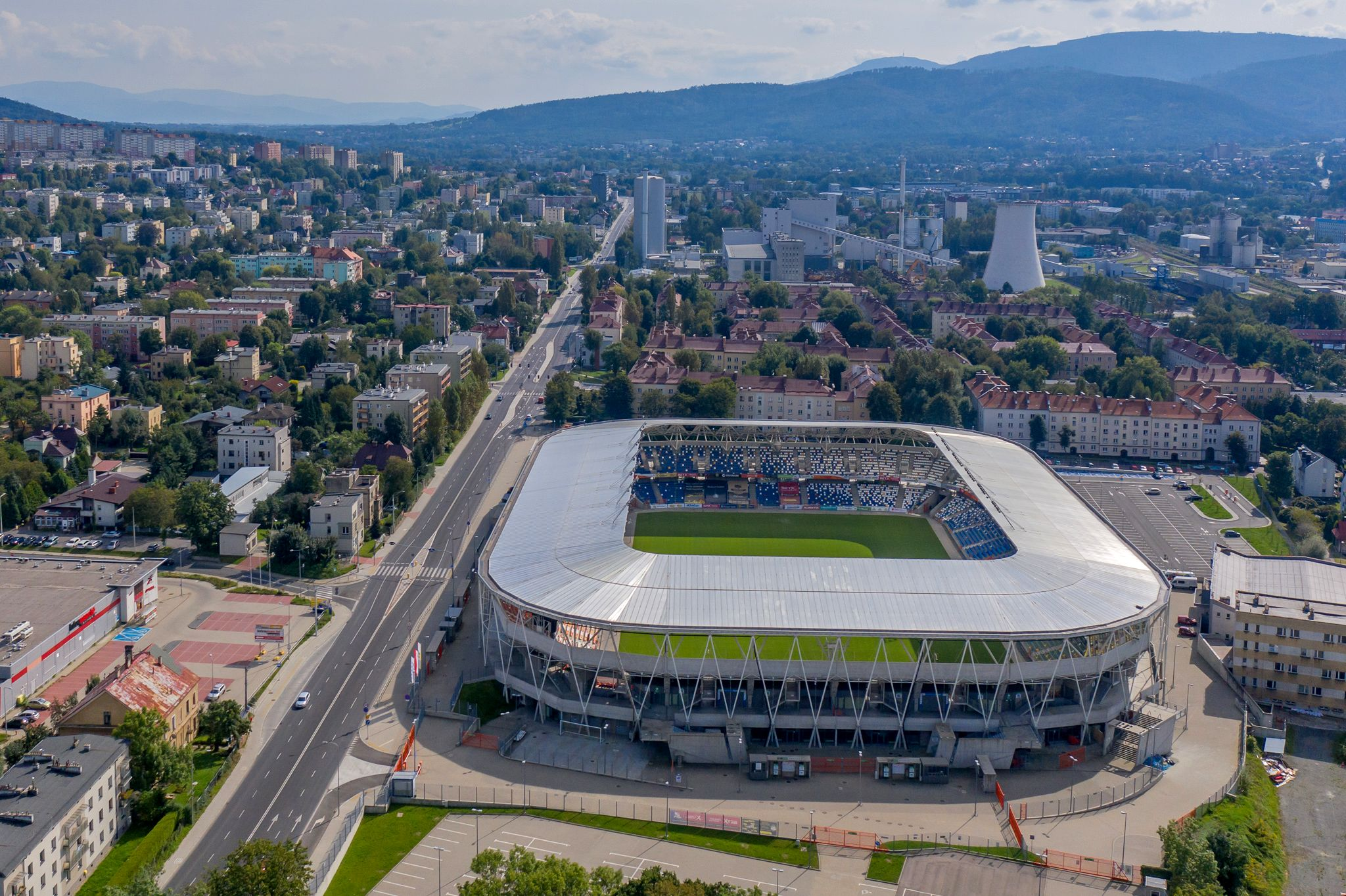
Stadion Miejski
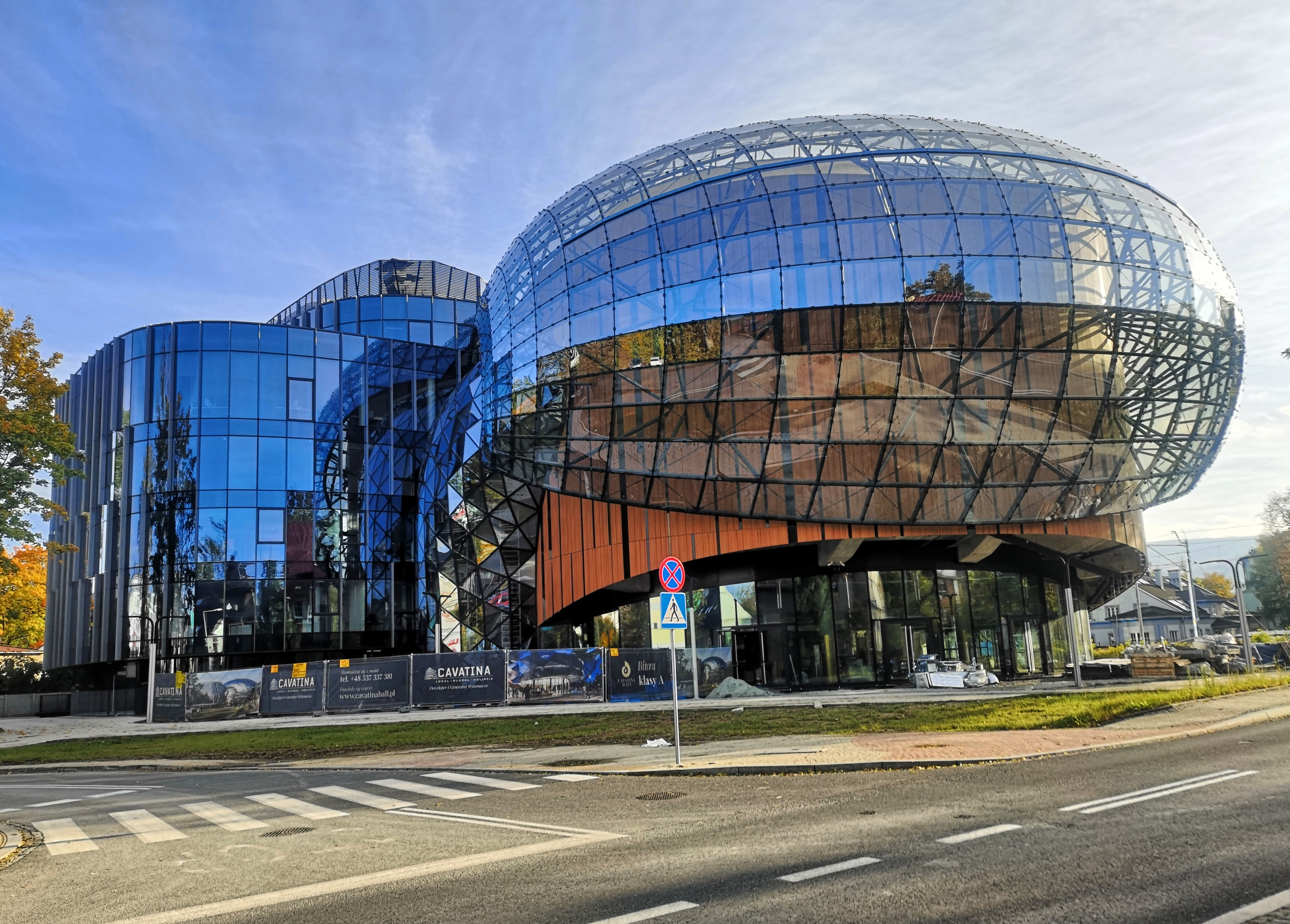
Cavatina Hall